# Mylie Fletcher
Pour les articles homonymes, voir Fletcher.
Miles Edwin Fletcher dit Mylie Fletcher, né le 23 août 1868 à Hamilton et mort le 25 octobre 1959 dans la même ville, est un tireur sportif canadien.

## Carrière
Mylie Fletcher participe aux Jeux olympiques de 1908 à Londres où il est médaillé d'argent en tir aux pigeons d'argile par équipes et septième de l'épreuve individuelle.